# 14КА
Электровоз 14КА  — контактный электровоз для транспортировки по горным выработкам шахт и рудников грузовых вагонеток с полезным ископаемым, оборудованием, материалами и/или породой, а также для перевозки людей в специальных пассажирских вагонетках.

## Устройство электровоза
Электровоз 14КА имеет две ведущие колёсные пары и центрально расположенную кабину машиниста. Электровоз оснащён двумя тяговыми двигателями суммарной мощностью 90 кВт, токоприёмником повышенной надёжности, мощным блоком резисторов и стабилизатором напряжения с функцией бесперебойного питания.
На электровозе применена индивидуальная пружинная подвеска рамы, разъемная букса, усовершенствованный редуктор и тормозная система. Кабина машиниста выполнена отдельно от рамы электровоза и имеет свою подвеску. Управление электровозом осуществляется из кабины машиниста с помощью контроллера. Кабина обеспечивает обзор в обе стороны движения и выход на обе стороны электровоза.
Электровоз оборудован:
- пневмосистемой;
- блокировочным устройством под сиденьем машиниста, исключающим возможность управления электровозом вне кабины;
- электрическим звуковым сигналом и звуковым сигналом ударного действия с ручным приводом;
- светодиодными фарами освещения и сигнализации ФРЭ 1.0А;
- песочницами с пневмораспылителями;
- механическим колодочным тормозом с пневмопружинным приводом;
- устройством сцепным со штыревой сцепкой;
- скоростемером СР.

На электровозе предусмотрены места для установки домкрата, огнетушителя, аппаратуры управления стрелочными переводами, аппаратуры громкоговорящей связи.

Электрооборудование электровоза обеспечивает:
- пуск и регулирование скорости движения;
- изменения направления движения;
- электродинамическое торможение;
- невозможность управления электровозом вне кабины;
- отключение электровоза при исчезновении напряжения в контактной сети и возможность последующего его пуска только с нулевой позиции рукоятки главного барабана контроллера;
- защиту от перегрузок и короткого замыкания;
- питание цепей освещения и сигнализации стабилизированным напряжением;
- управление освещением, световой и звуковой сигнализацией;
- управление мотор-компрессорной установкой;
- возможность подключения дополнительных кнопок звуковой сигнализации для установки в людских вагонетках;
- защиту от поражения электрическим током в контактной сети.

Электровоз оснащён блоком индикации основных эксплуатационных параметров машины, обеспечивающим:
- определение скорости движения электровоза;
- определение пройденного пути;
- контроль токов двигателей электровоза;
- контроль температуры двигателей электровоза;
- отображение количества отработанных моточасов;
- отображение давления в пневмосистеме;
- индикацию напряжения контактной сети.

Диапазоны индицируемых параметров
| № п/п | Наименование основных параметров и размеров | Ед. изм. | Параметр |
| ----- | ------------------------------------------- | -------- | -------- |
| 1.    | Определяемая скорость                       | км/ч     | 0-20     |
| 2.    | Пройден путь                                | Км       | 0-9999   |
| 3.    | Ток двигателей                              | А        | 0-550    |
| 4.    | Температура двигателей                      | 0С       | 0-120    |
| 5.    | Моточасы                                    |          | 0-9999   |
| 6.    | Давления в пневмосистеме                    | атм.     | 0-8      |
| 7.    | Изменение напряжения в контактной сети      | В        | 0-999    |

## Техническая характеристика
| № п/п | Наименование                                                              | Единица измерения | Значение параметра        |
| ----- | ------------------------------------------------------------------------- | ----------------- | ------------------------- |
| 1.    | Масса электровоза                                                         | кг                | 14 000                    |
| 2.    | Мощность тяговых электродвигателей часового режима, не менее              | кВт               | 45х2                      |
| 3.    | Скорость часового режима                                                  | км/ч              | 12,6                      |
| 4.    | Сила тяги часового режима                                                 | кН                | 25                        |
| 5.    | Жесткая база                                                              | мм                | 1700                      |
| 6.    | Ширина колеи                                                              | мм                | 750/900                   |
| 7.    | Габаритные размеры: длина по буферам ширина по раме для колеи 750, 900 мм | мм мм             | 5200 1350                 |
| 8.    | Высота по кабине машиниста                                                | мм                | 1700                      |
| 9.    | Диаметр колеса по кругу катания                                           | мм                | 680/760                   |
| 10.   | Клиренс (дорожный просвет)                                                | мм                | 115                       |
| 11.   | Рабочий диапазон токоприёмника                                            | мм                | 1800÷2300                 |
| 12.   | Производительность компрессора                                            | л/мин             | 400                       |
| 13.   | Рабочее давление воздуха в пневмосистеме                                  | МПа               | 0,45                      |
| 14.   | Система управления локомотивом                                            |                   | реостатная, транзисторная |

## Условия эксплуатации
Исполнение электровоза 14КА по ГОСТ 24754 – рудничное нормальное РН1.

Электровоз рассчитан для работы в макроклиматических районах с умеренным (У) климатом с категорией размещения 5 по ГОСТ 15150 и может эксплуатироваться в условиях приведённых в таблице 3.
| № п/п | Наименование                                               | Единица измерения | Значение параметра |
| ----- | ---------------------------------------------------------- | ----------------- | ------------------ |
| 1.    | Высота над уровнем моря                                    | м                 | не более 1000      |
| 2.    | Контактная сеть постоянного тока с коэффициентом пульсации | %                 | не более 10        |
| 3.    | Напряжение на токоприёмнике                                | В                 | 250-50+75          |
| 4.    | Высота подвески контактного провода от головки рельса      | кН                | 1800…2300          |
| 5.    | Радиус закругления рельсового пути, не менее               | м                 | 18                 |